# Copa Fraternidad 1974
La Copa Fraternidad 1974 fue la cuarta edición de la Copa Fraternidad Centroamericana, torneo de fútbol a nivel de clubes de Centroamérica avalado por la Concacaf y que contó con la participación de 6 equipos de la región.
El Municipal de Guatemala ganó el torneo tras ser el equipo que hizo más puntos en el torneo, mientras que el campeón de las dos ediciones anteriores, Saprissa de Costa Rica quedó en segundo lugar.

## Equipos participantes
En cursiva los equipos debutantes en el torneo.
| País                | Equipo              | Vía de clasificación                                                       |
| ------------------- | ------------------- | -------------------------------------------------------------------------- |
| Costa Rica 2 cupos  | Saprissa Cartaginés | Campeón de la Primera División 1973 Subcampeón de la Primera División 1973 |
| El Salvador 2 cupos | Alianza Águila      | Subcampeón de la Primera División 1973 Quinto de la Primera División 1973  |
| Guatemala 2 cupos   | Municipal Aurora    | Campeón de la Liga Nacional 1973 Subcampeón de la Liga Nacional 1973       |

## Partidos
| Equipo 1   | Resultado | Equipo 2   |
| ---------- | --------- | ---------- |
| Municipal  | 2-0       | Alianza    |
| Saprissa   | 3-1       | Aurora     |
| Águila     | 1-0       | Cartaginés |
| Aurora     | 1-0       | Águila     |
| Cartaginés | 1-1       | Municipal  |
| Alianza    | 0-1       | Saprissa   |
| Águila     | 1-1       | Saprissa   |
| Cartaginés | 1-1       | Alianza    |
| Cartaginés | 0-0       | Saprissa   |
| Municipal  | 3-2       | Águila     |
| Alianza    | 0-0       | Aurora     |
| Saprissa   | 3-0       | Municipal  |
| Aurora     | 2-0       | Cartaginés |
| Águila     | 2-0       | Alianza    |
| Municipal  | 2-1       | Aurora     |
| Aurora     | 0-1       | Saprissa   |
| Alianza    | 0-0       | Municipal  |
| Cartaginés | 0-2       | Águila     |
| Municipal  | 2-1       | Cartaginés |
| Águila     | 0-2       | Aurora     |
| Saprissa   | 1-1       | Alianza    |
| Aurora     | 1-2       | Municipal  |
| Águila     | 0-1       | Municipal  |
| Saprissa   | 3-1       | Cartaginés |
| Aurora     | 1-1       | Alianza    |
| Cartaginés | 2-1       | Aurora     |
| Saprissa   | 2-0       | Águila     |
| Alianza    | 3-0       | Cartaginés |
| Alianza    | 1-2       | Águila     |
| Municipal  | 1-0       | Saprissa   |

### Clasificación
| Club       | PTS | PJ | PG | PE | PP | GF | GC | +/- |
| ---------- | --- | -- | -- | -- | -- | -- | -- | --- |
| Municipal  | 16  | 10 | 7  | 2  | 1  | 14 | 9  | +5  |
| Saprissa   | 15  | 10 | 6  | 3  | 1  | 14 | 5  | +9  |
| Águila     | 9   | 10 | 4  | 1  | 5  | 10 | 11 | -1  |
| Aurora     | 8   | 10 | 3  | 2  | 5  | 10 | 11 | -1  |
| Alianza    | 7   | 10 | 1  | 5  | 4  | 7  | 10 | -3  |
| Cartaginés | 5   | 10 | 1  | 3  | 6  | 6  | 15 | -9  |

## Campeón
C.S.D. Municipal

Campeón
1º título